# کانال برلین-اسپانداو
کانال برلین-اسپانداو (انگلیسی: Berlin-Spandau Ship Canal) یک کانال کشتیرانی در برلین آلمان است. این کانال بین سالهای ۱۸۴۸ تا ۱۸۵۹ با طراحی پیتر جوزف لنه ساخته شد، و پیش از آن به کانال هوهنتسولرن معروف بود. طول کانال ۱۲٫۲ کیلومتر (۷٫۶ مایل) است و رودخانه هاول در شمال اسپانداو را به رودخانه شپری در نزدیکی ایستگاه راه‌آهن مرکزی برلین پیوند می‌دهد.
از آنجایی که دو رودخانه هاول بالا و لاک، در اسپانداو به هم می‌پیوندند، بستری را برای یک مسیر مستقیم از رودخانه شپری به کانال اودر-هاول ایجاد می‌کنند.
بندر غربی، بزرگترین بندر برلین است به مساحتی برابر با ۱۷۳٬۰۰۰ متر مربع (۴۲٫۷۵ هکتار) این بندر در مسیر کانال کشتیرانی برلین اسپانداو تا چهار کیلومتری شرق رودخانه شپری پایان می‌یابد.
وستافن، بزرگترین بندر برلین با مساحت ۱۷۳٬۰۰۰ متر مربع (۴۲٫۷۵ هکتار)، در کانال کشتی برلین-اسپانداو واقع شده و در ۴ کیلومتری (۲٫۵ مایلی) از انتهای شرقی رودخانه اسپری قرار دارد.

## نگارخانه

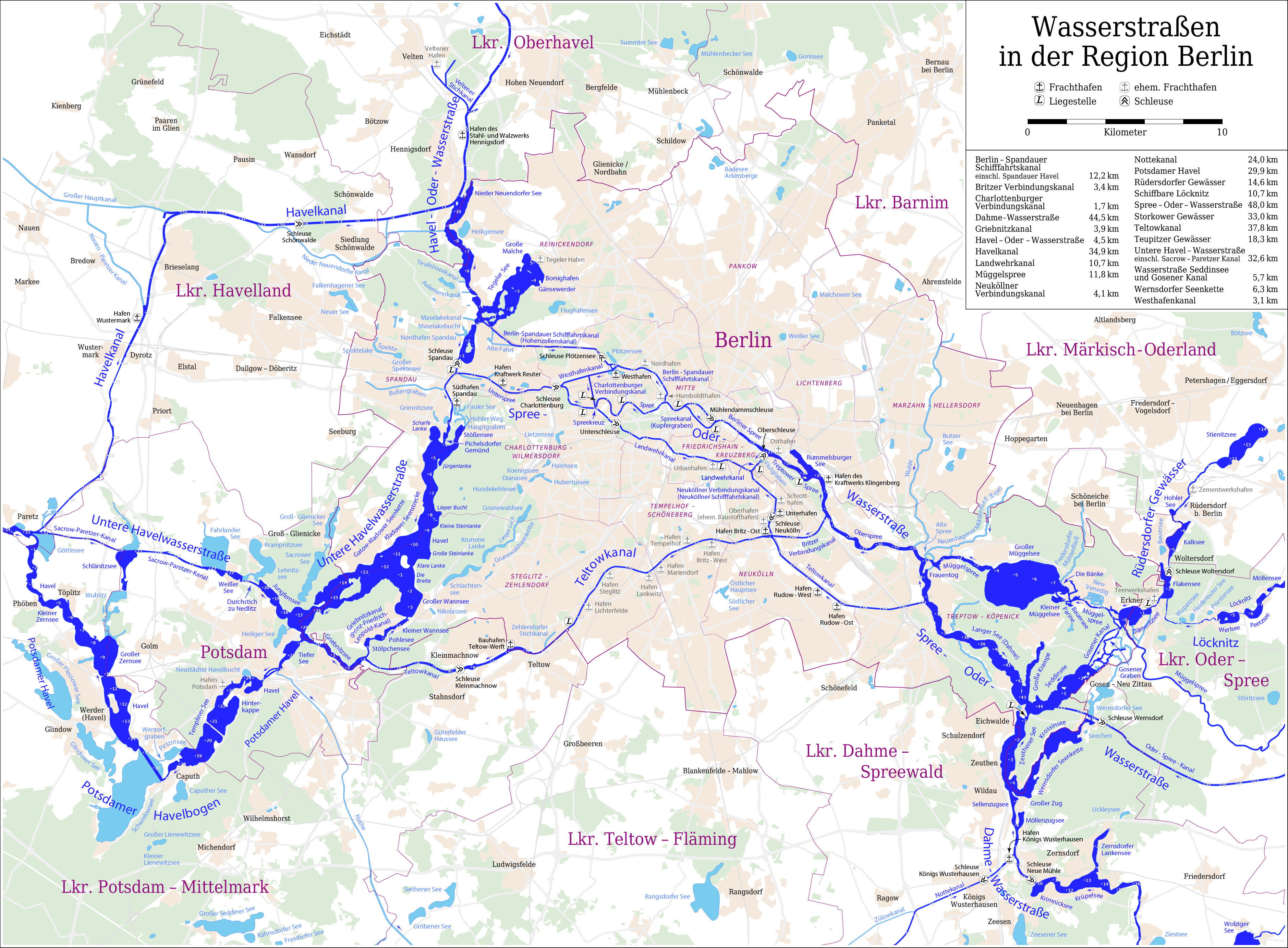
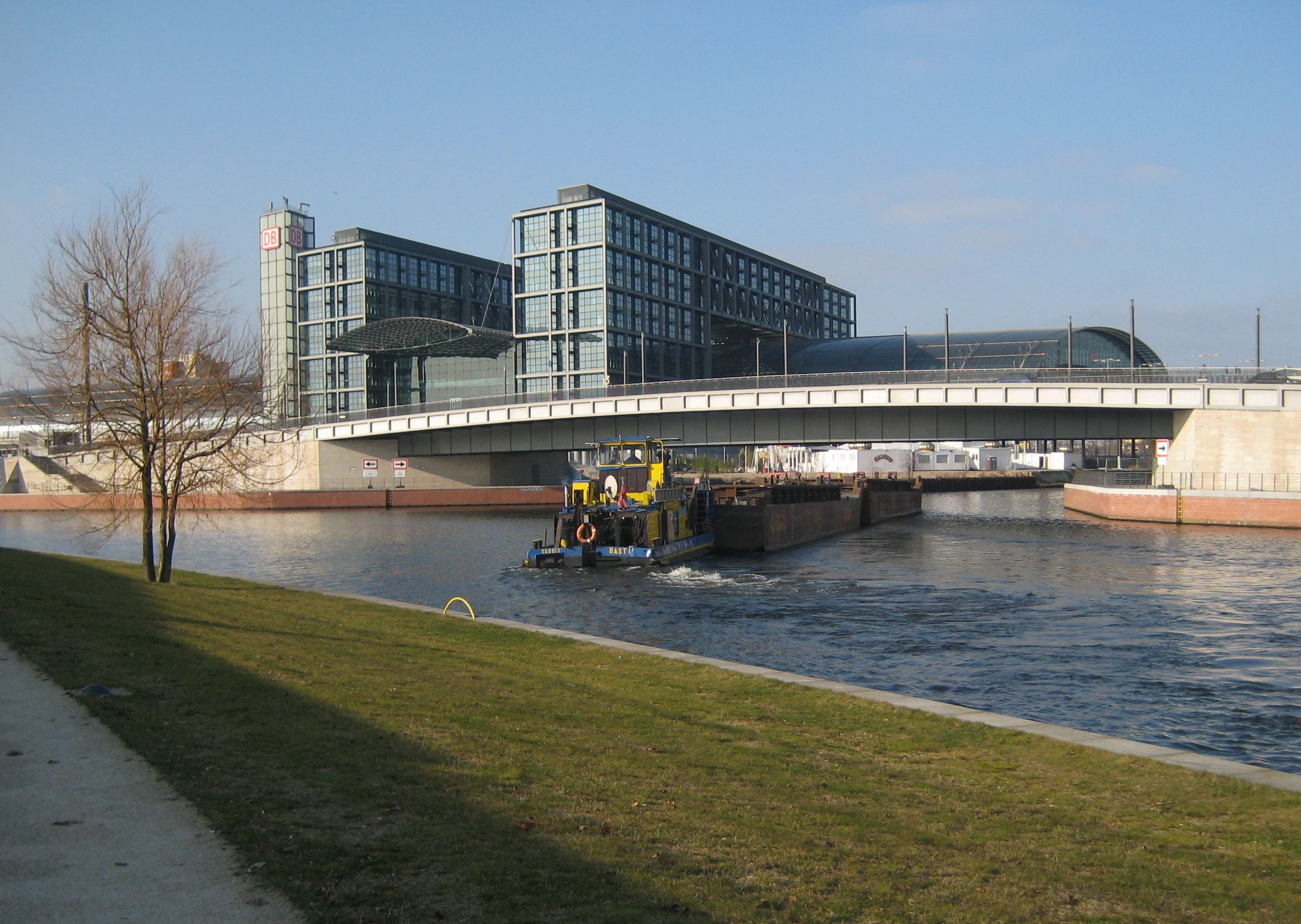
در کناره ایستگاه راه‌آهن مرکزی برلین
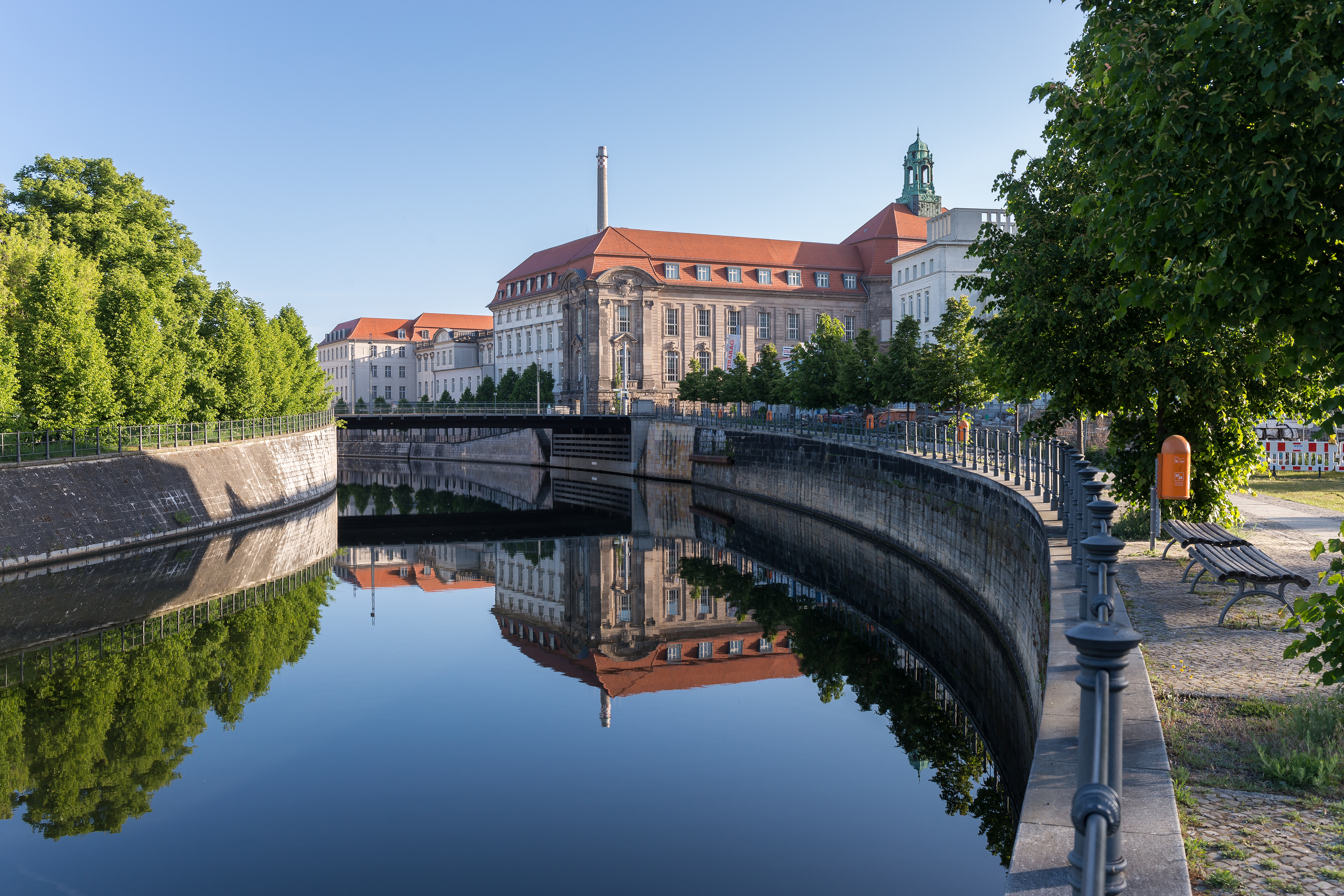